# 아웃 오브 더 레인
《아웃 오브 더 레인》(Out Of The Rain)은 미국에서 제작된 게리 위닉 감독의 1991년 드라마 영화이다. 마이클 오키프 등이 주연으로 출연하였다.

## 출연

### 주연
- 마이클 오키프
- 브리짓 폰다
- 존 사이츠

### 조연
- 알 섀넌
- 크리스 노리스
- 메리 마라
- 커크 발츠
- 윌리엄 듀엘
- 조진 홀

## 기타
- 미술: 핍 루돌피
- 배역: 브라이언 채밴
- 배역: 줄리 모스버그